# Obrazki (album)
Obrazki – szósty album studyjny polskiej grupy muzycznej Wilki. Wydawnictwo ukazało się 13 listopada 2006 roku nakładem wytwórni muzycznej EMI Music Poland.
Nagrania dotarły do 11. miejsca listy OLiS.

## Lista utworów
Opracowano na podstawie materiału źródłowego.
1. „Intro” – 0:56
2. „Ciut niebezpiecznie” – 2:43
3. „Love Story” – 3:34
4. „Równanie do dołu” – 3:21
5. „Na zawsze i na wieczność” – 3:13
6. „Angel” – 3:38
7. „Zostać mistrzem” – 3:43
8. „Najtrudniejsza gra” – 3:27
9. „Mandala” – 4:01
10. „Stracony raj” – 3:44
11. „Tu-pa” – 1:50
12. „Słowa” – 2:53
13. „W sieci” – 3:09

## Twórcy
Opracowano na podstawie materiału źródłowego.
- Robert Gawliński – gitara rytmiczna, wokal prowadzący, wokal wspierający
- Mikis Cupas – gitara prowadząca
- Leszek Biolik – gitara basowa
- Hubert Gasiul – perkusja
- Andrzej Smolik – gościnnie instrumenty klawiszowe, elektryczna gitara hawajska